# Hřbitovní kaple (Sebnitz)
Hřbitovní kaple v saském městě Sebnitz (německy Friedhofskapelle Sebnitz) je empírová funerální stavba z roku 1890 umístěná na městském hřbitově.

## Historie
Až do roku 1861 se rozkládal jediný sebnitzský hřbitov za městským kostelem svatého Petra a Pavla. Svým umístěním a kapacitou však přestal rozrůstajícímu se městu vyhovovat, proto jej nahradil nový městský hřbitov vybudovaný na jižním hranici zástavby. Na severním okraji nového hřbitova vyrostla roku 1890 empírová hřbitovní kaple sloužící především k posledním rozloučením se zemřelými a také k občasným bohoslužbám, zejména u příležitosti evangelického svátku Totensonntag (Smrtná neděle, poslední neděle před adventní nedělí). Zatím poslední rekonstrukcí prošla stavba v roce 2015. Kaple je chráněná jako kulturní památka pod číslem 09276556.

## Popis
Funerální stavba stojí na obdélníkovém půdorysu a svým průčelím je orientována do hřbitova. Průčelí dominuje štukový portál umístěný v předsíni. V nečleněných bočních stěnách jsou umístěna vysoká okna zakončená obloukem. Atika s medailonem Ježíše Krista a křížem se nedochovala.

## Galerie

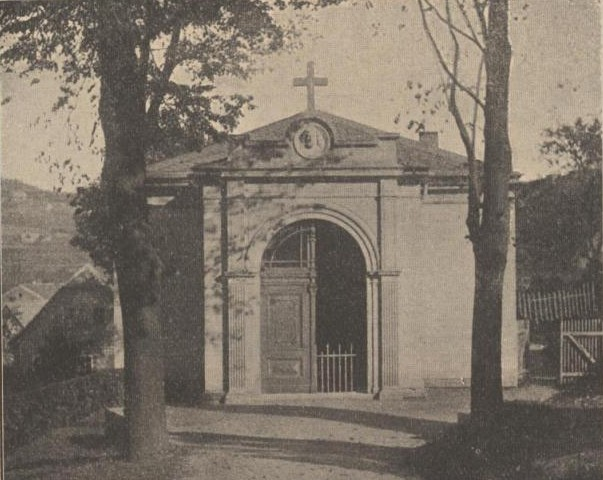
Průčelí na snímku z roku 1904
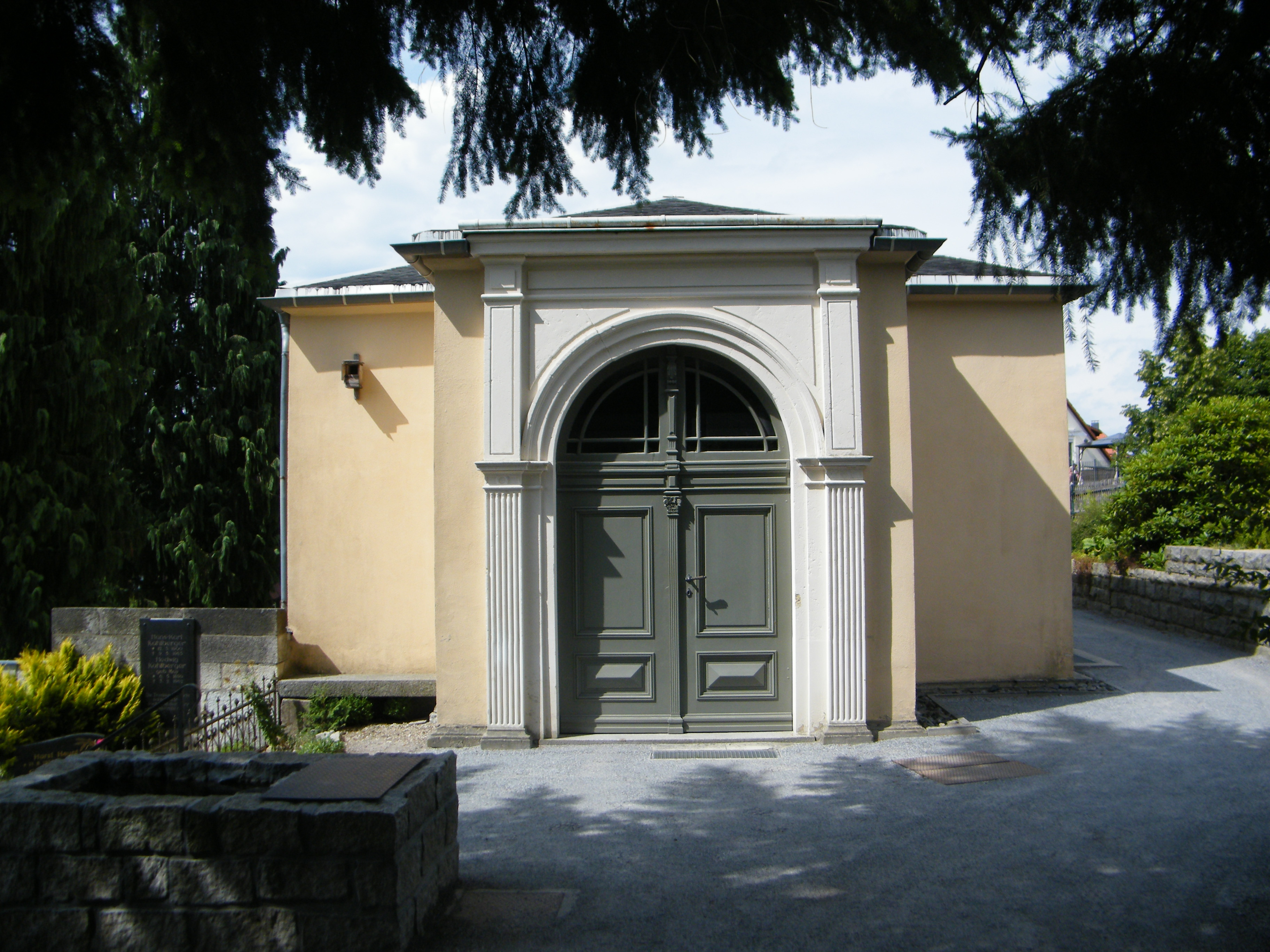
Průčelí v roce 2018